# ISVEIMER
L'ISVEIMER - acronimo di Istituto per lo Sviluppo Economico dell'Italia Meridionale - è stato un ente di diritto pubblico, e poi una Società per azioni, la cui attività era l'esercizio del credito a medio termine.

## Attività
L'istituto, creato con Regio decreto nel 1938 e riorganizzato nel 1953, si occupava principalmente di finanziare, con un tasso agevolato, la creazione di nuovi impianti industriali o gli ampliamenti per le piccole e medie imprese del mezzogiorno continentale, svolgendo funzioni simili all'Irfis e al Credito Industriale Sardo.
L'ente era partecipato dalla Cassa per il Mezzogiorno (40%) e dal Banco di Napoli (28,5%).
Trasformato in società per azioni nel 1993, è stato posto in liquidazione nel 1996.